# Chimenti Camicia
Chimenti Camicia fue un arquitecto italiano del Renacimiento, nacido en Florencia en 1431. En 1464 ya tenía su propio taller. En 1479 fue a trabajar para el rey de Hungría Matías Corvino, para quien diseñó palacios, jardines, fuentes, iglesias y fortificaciones. También supervisó la reconstrucción del Castillo de Buda. 